# Jaén Fútbol Sala

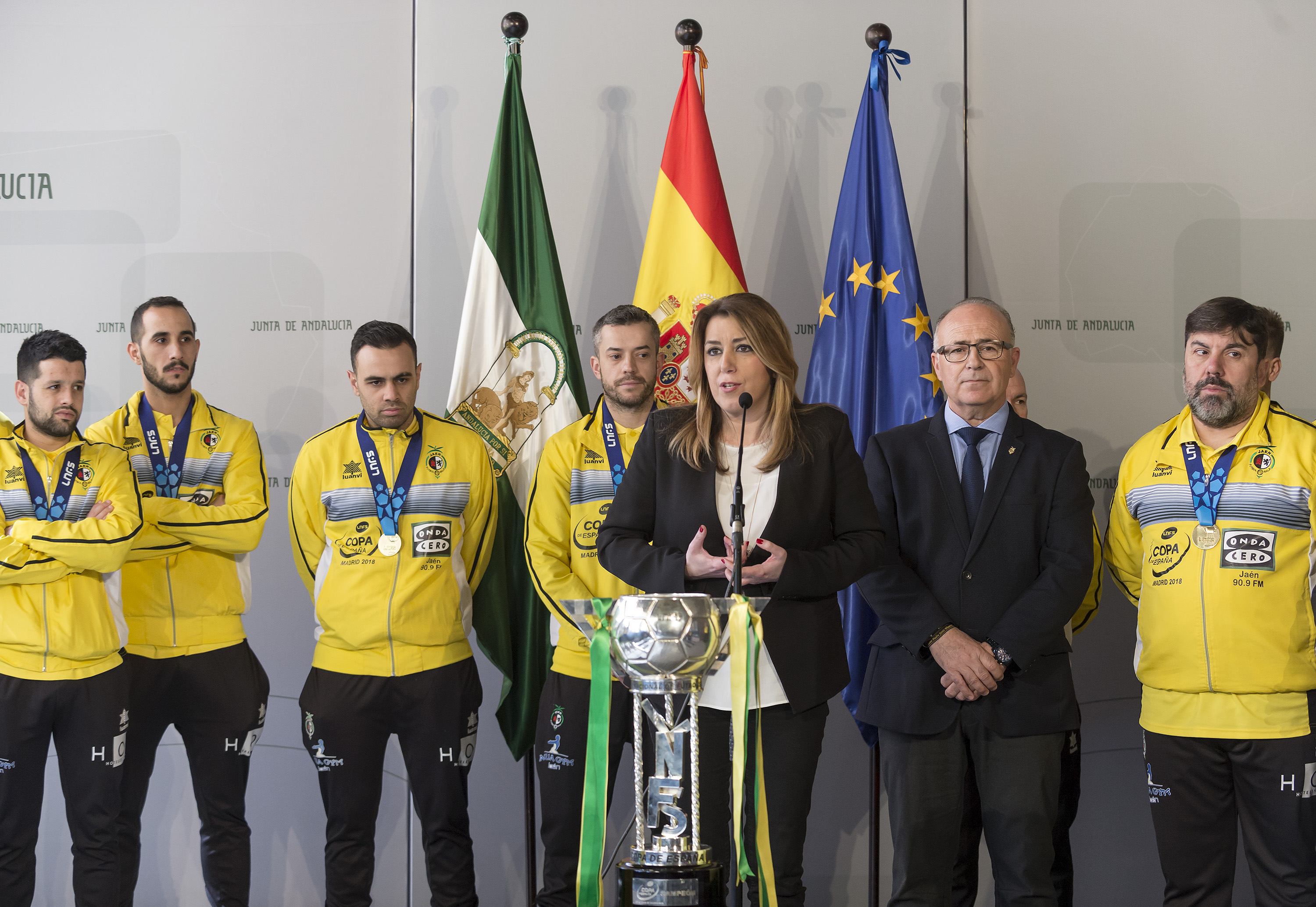
Jaen FS en una recepció.

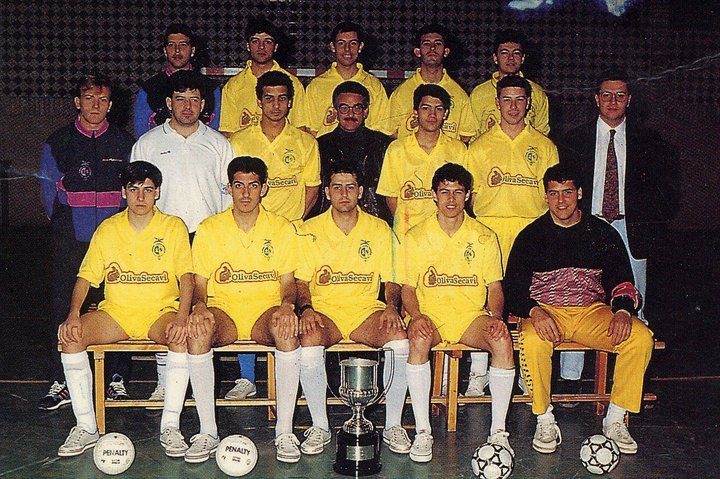
El Oliva Secavi amb la Copa d'Europa de la UEFS.

El Jaén Fútbol Sala és un club de futbol sala espanyol de la ciutat de Jaén, que juga a la Primera divisió de la LNFS.

## Història
Fundat el 1987, el Jaén Futbol Sala ha patit diferents canvis de nom per motius de patrocini:
- 1989-1990: Zeluán Jaén FS
- 1990–1992: Oliva Secavi Jaén FS
- 1992–1993: CajaSur Jaén FS
- 1993–1994: Cánava
- 1995–1997: Alvic Jaén
- 1997–2000: Jaén Paraíso Interior
- 2000–2003: Real Jaén FS
- 2006–2010: Jaén Paraíso Interior
- 2010–2013: Fuconsa Jaén FS
- 2013–avui: Jaén Paraíso Interior

Als anys 80 i 90, sota el nom de Jaén Futbol Sala Oliva Secavi viu els seus anys de glòria després d'aconseguir 2 Copes d'Europa de Futsal de la UEFS, 3 Lligues espanyoles i 2 Copes Ibèriques. Totes elles aconseguides en el futbol sala pre-FIFA. El mes de maig de 2013, Fuconsa Jaén ascendí per tercer cop en la seva història a Primera Divisió. L'ascens anterior datava de 1999.
Ja en la Divisió d'Honor 2014-15, el Jaén viu un gran moment esportiu després de diversos anys complicats, en classificar-se per la Copa d'Espanya i els play-off pel títol de Lliga. El Jaén FS arribava a Ciudad Real, seu del torneig, sense cap paper de favorit però amb el cartell d'equip revelació a la Lliga Nacional de Futbol Sala (LNFS). Tot i aquests presagis, el primer dia van sortir del Quijote Arena per la porta gran a l'eliminar ElPozo Múrcia (2-4). En semifinals guanyarien als penals (5-4) després d'un (2-2) al Burela Pescados Rubén, conjunt gallec que va eliminar un altre històric, l'Inter Movistar. Ja a la final de la Copa d'Espanya davant el FC Barcelona van guanyar per (4-6), on el conjunt de Jaén va ser clar dominador del partit convertint-se així en el primer equip andalús en guanyar aquesta competició i també en el primer equip debutant en fer-ho, escrivint una pàgina d'or en la història del futbol sala espanyol.
En finalitzar la lliga regular el Jaén FS va quedar 4t el que li permetia jugar per primera vegada en la seva història els playoffs pel títol de Lliga com un dels caps de sèrie. El Jaén FS partia com a favorit en la primera eliminatòria que disputava, els quarts de final contra el Palma Futsal, però va caure en els dos primers partits disputats, el que li va donar el pas a semifinals al Palma Futsal. Va perdre el primer a casa del Palma per (5-4) i va caure a casa en els últims segons per (1-2) en un emocionant partit.
En haver estat campió de la Copa d'Espanya, li corresponia el dret de participar en la Supercopa d'Espanya davant del campió de Lliga, l'Inter Movistar. Aquesta es va celebrar a Ciudad Real i els de Jaén van caure per (6-2) en un partit dominat per l'Inter Movistar. Aquesta mateixa temporada el Jaén va obtenir una mala classificació en lliga el que el va privar de jugar la Copa d'Espanya i el playoff pel títol de lliga. No obstant això, el Jaén va obtenir la seva millor classificació fins ara en Copa del Rei assolint els 1/4 de final.

## Palmarès
- Copa espanyola:
  - 2015, 2018, 2023
- Segona Divisió:
  - 1996-97
- Segona Divisió B:
  - 2009-10
- Copa d'Europa de la UEFS:
  - 1991, 1992
- Lliga espanyola de futbol sala de la FEFS:
  - 1989-90, 1990-91, 1991-92